# قوة الدفاع الذاتي البرية اليابانية
قوة الدفاع الذاتي البرية اليابانية (陸上自衛隊 Rikujō Jieitai) أختصاراً: JGSDF ، يشار إليها أيضًا باسم الجيش الياباني،  هي الفرع البري التابع لقوات الدفاع الذاتي اليابانية. تم إنشاؤه في 1 يوليو 1954، وهو أكبر فروع الخدمات الثلاثة التابع للجيش الياباني.
تم الإعلان عن توجيهات عسكرية جديدة في ديسمبر 2010، ركزت قوات الدفاع الذاتي اليابانية بدلا من تركيزها في الحرب الباردة على الاتحاد السوفيتي إلى تركيز جديد على الصين، خاصة فيما يتعلق بالنزاع على جزر سينكاكو.
تعمل قوات الدفاع الذاتي البرية اليابانية تحت قيادة رئيس هيئة الأركان البرية، ومقرها مدينة إيتشيجايا، شينجوكو، طوكيو. رئيس الأركان الحالي هو الجنرال ياسونوري موريشيتا. بلغ عدد جنود قوات الدفاع الذاتي البرية اليابانية 150,700 جندي في عام 2023م. 

## النشر الحالي

### معدات
- تايب 10 دبابة قتال رئيسية
- تايب90 دبابة قتال رئيسية
- تايب16 المناورة القتالية مركبة
- تايب 87 ذاتية الدفع المضادة للطائرات بندقية
- تايب 96 ناقلة أفراد مدرعة
- تايب89 قتال مشاة مركبة
- تايب 87 المدرعة ريكون وسيارة دورية
- JGSDF إيه إتش-64 أباتشي وإيه إتش-1 كوبرا
- تايب 99 155 ملم هاوتزر ذاتية الدفع
- تايب 12 صاروخ أرض إلى سفينة

## منظمة

### الجيوش
- وصلة= الجيش الشمالي، ومقره في سابورو، هوكايدو
- وصلة= الجيش الشمالي الشرقي، ومقره في سينداي، مياجي
- وصلة= الجيش الشرقي، ومقره في نيريما، طوكيو
- وصلة= الجيش المركزي، ومقره في إيتامي، هيوغو
- وصلة= الجيش الغربي، ومقره في كوماموتو، كوماموتو

### قطاع
لديه حاليا 9 فرق في الخدمة الفعلية (1 فرقة مدرعة، 8 فرق مشاة)
- وصلة= الفرقة الأولى، في نيريما.
- وصلة= الفرقة الثانية، في اساهيكاوا.
- وصلة= الفرقة الثالثة، في إيتامي.
- وصلة= الفرقة الرابعة، في كاسوغا.
- وصلة= الفرقة السادسة، في حجاشين.
- وصلة= الفرقة السابعة (الفرقة السابعة المدرعة)، في شيتوس.
- وصلة= الفرقة الثامنة، في كوماموتو.
- وصلة= الفرقة التاسعة، في أوموري.
- وصلة= الفرقة العاشرة، في ناغويا.

### الفرقة
تضم حاليًا 8 ألوية قتالية:
- وصلة= اللواء الأول المحمول جوا، في معسكر ناراشينو في فوناباشي، محافظة تشيبا
- وصلة= اللواء الخامس، في معسكر أوبيهيرو في أوبيهيرو، المسؤول عن الدفاع عن شمال شرق هوكايدو
- وصلة= اللواء الحادي عشر، في معسكر ماكوماناي في سابورو، المسؤول عن الدفاع عن جنوب غرب هوكايدو
- وصلة= اللواء 12TH ( الهجوم الجوي )، في كامب Soumagahara في شنتو، مسؤولا عن الدفاع عن جونما، ناغانو، نيجاتا وتوتشيغي المحافظات.
- وصلة= اللواء الثالث عشر، في كايتا، مسؤول عن الدفاع عن منطقة تشوغوكو.
- وصلة= اللواء الرابع عشر، في زينتسوجي، مسؤول عن الدفاع عن شيكوكو.
- وصلة= اللواء الخامس عشر، في ناها، مسؤول عن الدفاع عن محافظة أوكيناوا
- وصلة= لواء الانتشار السريع البرمائي، في معسكر عينورة في ساسيبو، ناغازاكي؛ قوة برمائية مجهزة للنشر من السفن، عند الحاجة.
- لواء المدفعية الأول ، في معسكر كيتا شيتوس في شيتوس ، محافظة هوكايدو
- لواء طائرات الهليكوبتر الأول ، في معسكر كيسارازو في كيسارازو ، محافظة تشيبا
- أول لواء مدفعي مضاد للطائرات ، في معسكر هيغاشي في شيتوس ، محافظة هوكايدو
- لواء المدفعية المضادة للطائرات الثاني ، في معسكر إيزوكا في إيزوكا ، محافظة فوكوكا
- لواء المهندس الأول ، في معسكر كوغا في كوغا ، محافظة إباراكي
- لواء المهندس الثاني ، في معسكر فوناوكا في شيباتا ، ولاية مياجي
- لواء المهندسين الثالث ، في معسكر إنيوا في إنيوا ، محافظة هوكايدو
- 4 لواء المهندس ، في معسكر Okubo في Uji ، ولاية كيوتو
- لواء المهندس الخامس ، في معسكر أوغري في أوغوري ، محافظة فوكوكا

| مرتبة                       | OF-9 <br/> جنرال لواء <br/> 陸将 <br/> (統合幕僚長 <br/> および <br/> 陸上幕僚長) | OF-8 <br/> أيتها الملازم <br id="mwAcc"><br> <br/> جنرال لواء <br/> 陸将 | OF-7 <br/> رائد <br/> جنرال لواء <br/> 陸将補 | OF-5 <br/> كولونيل <br/> 1等陸佐 | OF-4 <br/> أيتها الملازم <br/> كولونيل <br/> 2等陸佐 | OF-3 <br/> رائد <br/> 3等陸佐 | OF-2 <br/> قائد المنتخب <br/> 1等陸尉 | OF-1 <br/> أول <br/> أيتها الملازم <br/> 2等陸尉 | OF-1 <br/> ثانيا <br/> أيتها الملازم <br/> 3等陸尉 |
| --------------------------- | --------------------------------------------------------------------------------- | ------------------------------------------------------------------------ | --------------------------------------------- | -------------------------------- | ---------------------------------------------------- | ----------------------------- | ------------------------------------- | ------------------------------------------------ | -------------------------------------------------- |
| شارة نوع أ <br/> (甲階級章) |                                                                                   |                                                                          |                                               |                                  |                                                      |                               |                                       |                                                  |                                                    |
| شارة نوع ب <br/> (乙階級章) |                                                                                   |                                                                          |                                               |                                  |                                                      |                               |                                       |                                                  |                                                    |
| شارة مصغرة نوع <br/> (略章) |                                                                                   |                                                                          |                                               |                                  |                                                      |                               |                                       |                                                  |                                                    |

1. ↑  How to Secure Japan? Put Premium on JSDF Personnel More Than Hardware | JAPAN Forward نسخة محفوظة 16 سبتمبر 2019 على موقع واي باك مشين.
2. ↑  International Institute for Strategic Studies (15 فبراير 2023). The Military Balance 2023. لندن: روتليدج (دار نشر). ص. 258. ISBN:978-1-000-91070-4. مؤرشف من الأصل في 2025-05-18.

## روابط خارجية
- قوة الدفاع الذاتي البرية اليابانية (باليابانية)
- اليابان
- قسم Globalsecurity.org JGSDF
- عدد الدبابات ومواصفات المدفعية والأداء الرئيسية
- عدد الطائرات الرئيسية ومواصفات الأداء
- مواصفات الصواريخ الموجهة
- military-today.com نسخة محفوظة 1 فبراير 2015 على موقع واي باك مشين.
- تكتيكات الصدم والفر